# Megobaralipton itohi
Megobaralipton itohi là một loài bọ cánh cứng trong họ Cerambycidae.